# 左ききのエレン
『左ききのエレン』（ひだりききのエレン）は、かっぴーによる日本の漫画作品。大手広告代理店を舞台にした群像劇。
2016年3月24日から2022年8月31日まで『cakes』、以降は『note』で連載中。第1部『左ききのエレン』、第2部『左ききのエレン HYPE』、第3部『左ききのエレン DOPE』と物語が続いている。また、第2部の連載中に、外伝『左ききのエレン SICK』の連載も開始された。
第1部についてはリメイク版（作画：nifuni）が『少年ジャンプ+』（集英社）で2017年10月7日から2022年10月8日まで連載され、2億PVを記録。キャッチコピーは「天才になれなかった全ての人へ」。
2020年には、再編集版漫画化のクラウドファンディングが行われ、漫画カテゴリー日本最高額となる総支援額5368万円を記録。
メディアミックスとして、2019年に毎日放送制作でテレビドラマ化された。2022年には原作版のアニメ化が発表されている。
2024年6月30日より、『少年ジャンプ+』にてAmazon Adsとコラボレートした特別編を掲載。

## ストーリー
原作版とリメイク版で登場人物やストーリーは異なる。

第1部『左ききのエレン』
大手広告代理店「目黒広告社」に勤める駆け出しのデザイナー朝倉光一は、いつか有名になることを夢みてがむしゃらに働く毎日だった。3億円のキャンペーンのデザインを担当する光一はプレゼンで勝利するものの、プロジェクトから外されてしまう。失意の中、光一は地元の横浜へタクシーで向かい、学生時代の過去を思い出す。
第一章「横浜のバスキア」（リメイク版 JC1巻-）
1998年9月- 高校2年生で美術部の光一は美術館の壁に描かれたグラフィティアートを目撃する。作成者を「横浜のバスキア」と呼び、探していた光一はエレンと出会う。社会人時代の光一はCM作成のプロジェクトに苦戦する中、エレンとの出会いを思い返して自身は天才でないと意識していく。光一は、それでも自身の夢を叶えるため、挑戦を誓う。
第二章「アトリエのアテナ」（リメイク版 JC2巻-）
1998年10月- 美術大学を目指す光一はさゆり、タケちゃんと共に馬車道美術学院に入り、アトリエに通うも絵を描かずに佇むエレンを見かける。圧倒的な才能を持たないながらもエレンをライバル視し、奮闘する光一の姿に亡き父の姿を重ね、父の死をきっかけに関わるまいとしていた絵の世界にエレンは再び足を踏み入れる。
第三章「不夜城の兵隊」
「不夜城の残党」（リメイク版 JC3巻-）
2009年4月- 広告代理店で神谷の下で働いていた光一だが、神谷の独立とともに柳のチームで仕事を行うようになる。2010年の冬、光一は実力を伸ばすもののチームより個人の力を重視するようになっていた。CM作成で光一と共にプロジェクトを進めたことがある流川は、カタログの誤植騒動に取り組んでいた。流川は光一の変化を気に病んでいたが、沢村の言葉を受け、なおも仕事を通じて光一と共に戦い続けることを選ぶ。
第四章「対岸の二人」
「対岸の女たち」（リメイク版 JC4巻-）
2003年5月- 大学4年生の光一は真里を通じて出会った、周囲から天才と呼ばれる岸あやの、岸あかりとファッションショーを開催する。ショーであかりと出会ったエレンは似た類の才能を彼女に感じ、あかりを通じて自身の自画像を描き始める。一方光一はあやの、あかりの才能を目の当たりにし、再び自身が天才でないゆえの苦悩を続ける。あかりと光一のトラブルをきっかけに、あかりとエレンは決別し、さゆりと光一は決別してしまう。卒業研究でエレンを利用するつもりでエレンに接触したさゆりはエレンの言葉をきっかけに自分が嫌っている自分自身と、エレンへの思いに向き合い、エレンのプロデューサーとなることを決める。
第五章「エレンの伝説」（リメイク版 JC7巻-）
2004年4月-  ニューヨークで活動するエレンとさゆりは本物の才能との出会いがエレンを成長させるという考えの下、「バスキアの再来」と呼ばれるジェイコブスに会いに個展会場へ向かう。トラブルの末にジェイコブスとグラフィティで対決したエレンはニューヨークで注目を浴びるようになる。エレンとさゆりは映画監督志望の情報屋ルーシーとそのアシスタントのマリーンと出会い、グラフィティアーティストのバンクシーと会うことを画策し始める。パトロンを探すエレンたちは岸あやの、岸あかりの母親である岸アンナに接触を試み、出資を勝ち取る。あやの、マチルダと協力したエレン一行はファッションブランド「AK（アンナ・キシ）」の広告動画を作成し、エレンの存在を世界に広め始める。
第六章「光一の現実」（リメイク版 JC9巻-）
2004年5月- クリエイティブ局の沢村チームへ配属された光一は、望んでいた仕事と現実とのギャップに苦悩する。上司不在で始まってしまったケーキカタログ撮影のディレクションを通じて、自身の無力さと仕事への向き合い方を学んでいく。2007年、神谷と海堂と話したことをきっかけに光一はエレンを思い出す。神谷のようなデザイナーになりたいという思いから、彼に師事することを決める。
第七章「バンクシーのゲーム」（リメイク版 JC11巻-）
2005年- バンクシーがニューヨークに来るという情報を得たエレンらは、メディアに追われながらもバンクシーを追うことを決める。バンクシーがゲリラ展示を行う場所を突き止めたエレンらと別に、バンクシーを撮ろうと企む佐久間威風も姿を現す。苦心の末に邂逅を果たしたエレンは、バンクシー、ルーシー、光一を通じて才能について思いを巡らす。
第八章「チームの時代」（リメイク版 JC12巻-）
2007年- 光一は新たに発足した神谷チームのメンバーとなり、大手飲料メーカー「サニートライ」のコンペに参戦する。広告業界でも重要顧客の立ち位置である「サニートライ」の案件であることから、神谷チームは会社の上層部からプレッシャーもかけられる中、クリエイターとしての光一の実力が試される。
第九章「物語の終わり」（リメイク版 JC15巻-）
2008年- 「サニートライ」社の案件後、神谷は目黒広告社を退職し、大学時代の先輩でありライバル企業に勤めていた八谷と天才エンジニア戸塚の3人で「アントレース」を設立。神谷チーム解散後、光一は会社の中でも最も厳しいと言われている柳チームに加わり、日々悩み続けるものの、柳の下でクリエイターとして大きく成長を遂げる。一方、エレンは「左ききのエレン」を名乗る偽物のエンレイと出会う。
断章「最大の天敵」（リメイク版 JC17巻-）
2010年- 世界的ファッションブランド「AK（アンナ・キシ）」の社長、岸アンナの後継者として、マチルダはさゆりに「AK」の正式入社を勧めるが、さゆりは断る。岸アンナは世界的なモデルになった娘の岸あかりに、ファッションショーに向けて「AK」のオーディションに参加させるが、岸あかりの対抗馬として、同じくトップモデルのナタリー・ルッソもオーディションに参加させる。また、最終章に向けて佐久間威風が再び登場する。
最終章「左ききのエレン」（リメイク版 JC18巻-）
2010年- 厳しい柳チームの環境の中で成長した光一は、広告業界の将来有望な若手が集う「ヤングアートディレクターズシンポジウム」に登壇するものの、神谷チーム時代とは別人となった光一は、周囲から「柳ジュニア」と恐れられる存在となる。一方でエレンはさゆり達「チームサウスポー」と別れて、ニューヨークを離れることになる。それぞれが悩み苦しむ中、大手製薬会社「園宮製薬」の化粧品ブランド「ウィークデイ」の案件が始まる。それぞれが様々な想いを抱える中、「園宮製薬」リブランディング撮影当日の2010年12月21日、奇跡が起きる。そして2011年3月11日、「ウィークデイ」プレスリリースの日を迎えるが、全世界が震撼した大災害が起きる。

第2部『左ききのエレン HYPE』
2018年- クリエイティブディレクターとなった光一は、会社から「朝倉チーム」を立ち上げる話をいただく。第2部では、光一が勤める「目黒広告社」では、神谷が会社を去り、柳が亡くなったことから、クリエイティブの中では光一に期待されるようになり、上司という立場として悩み奮闘しながら、かつての上司であった神谷が設立した「アントレース」と会社の命運をかけて勝負することになる。 一方で、さゆりはエレンの後継者育成のため、「左ききのエレン後継戦」を開始する。

## 年表
|        | エレン                                                                                           | 光一 | その他                                                |
| ------ | ------------------------------------------------------------------------------------------------ | --- | ----------------------------------------------------- |
| 1989年 | 父が死去。                                                                                       | |                                                       |
| 1997年 | 横浜集人高校入学。                                                                               | 横浜集人高校入学。                                                                                                  |                                                       |
| 1998年 | 横浜のバスキア事件。                                                                             | エレンに出会う。 馬車道美術学院へ。                                                                                 |                                                       |
| 2000年 | 東京藝術大学入学。                                                                               | 武蔵野美術大学入学。                                                                                                |                                                       |
| 2003年 |                                                                                                  | ファッションショーを主催。 あやの、あかりと出会う。                                                                 |                                                       |
| 2004年 | さゆりとニューヨークへ。 ガゴシアンギャラリーでジェイコブスと対決。 ルーシーとマリーンに出会う。 | 目黒広告社入社（沢村チーム）。                                                                                      |                                                       |
| 2005年 | エレンの動画が公開。 バンクシーと邂逅。                                                          | |                                                       |
| 2007年 |                                                                                                  | 神谷チームへ。 |                                                       |
| 2008年 | エンレイと出会う。                                                                               | サニートライ提案。 ギガカラチップス提案、ADとなる。 柳チームへ。                                                    | ジェイコブス、死去。 神谷、退職してアントレース設立。 |
| 2009年 |                                                                                                  | 園宮製薬誤植事件。                                                                                                  | 沢村、定年退職。                                      |
| 2010年 | さゆりと別れ、ニューヨークを離れる。                                                             | 柳ジュニアと呼ばれる。 ヤングアートディレクターズシンポジウム登壇。 CAT発足。 アラタと出会う。 ウィークデイに着手。 |                                                       |

## 登場人物
朝倉 光一
この物語の主人公。もの作りは好きだが、ずば抜けた才能が無いことを自覚し、広告代理店のデザイナーになって等身大の成功をしたいと考える青年。
山岸 エレン
類い稀な絵の才能を持ちながら、父の死をきっかけに描くことを止めてしまった少女。左きき。
加藤 さゆり
何事も平均以上は器用にこなせ、したたかな人生設計こそが幸せへの道だと信じている。
岸 あやの
大手企業『「AK（アンナ・キシ）」』の社長令嬢。岸あかりの姉。友人からは「あやの様」と呼ばれている。左きき
岸 あかり
超人気のモデル。岸あやのの妹。左きき
神谷 雄介
朝倉の元上司。目黒広告社から独立後、アントレースに参画。

## 制作背景
2015年9月27日に『cakes』へ投稿した読切版『左ききのエレン』が第1回（2015年度）cakesクリエイターコンテストの特選を受賞した。その後、連載版『左ききのエレン』が『cakes』で連載された。
かっぴーが『ジャンプSQ』（集英社）で『アントレース』の連載を始める際、作画担当を募るコンペを行った。最終的に選出されたのは春瀬隼だったが、最終候補に残ったnifuniがリメイク版『左ききのエレン』の作画担当に抜擢された。
リメイク版は2017年10月より、『サマータイムレンダ』・『生者の行進』などとほぼ同時期に連載が始まった。

## 社会的評価
リメイク版は当初1巻が重版すれば原作版第2部に続くが、重版しなければ打ち切りになる予定だった。結局1巻発売から重版まで1年かかったが、読者からの好評によって打ち切りは免れた。2022年8月時点で発行部数はシリーズ累計270万部を突破している。
2019年は『少年ジャンプ+』が飛躍した年であり、その象徴的な出来事として『彼方のアストラ』アニメ化や『SPY×FAMILY』連載開始などと並び本作品のドラマ化が挙げられた。
2020年に再編集版漫画化のクラウドファンディングが行われ、漫画カテゴリー日本最高額となる総支援額5368万円を集めた。

## 書誌情報
- かっぴー（原作）、nifuni（作画） 『左ききのエレン』 集英社〈ジャンプ・コミックス+〉、全24巻
  1. 2017年12月4日発売[12]、ISBN 978-4-08-881298-4
  2. 2018年3月2日発売[13]、ISBN 978-4-08-881345-5
  3. 2018年5月2日発売[14]、ISBN 978-4-08-881417-9
  4. 2018年8月3日発売[15]、ISBN 978-4-08-881542-8
  5. 2018年10月4日発売[16]、ISBN 978-4-08-881629-6
  6. 2019年1月4日発売[17]、ISBN 978-4-08-881742-2
  7. 2019年3月4日発売[18]、ISBN 978-4-08-881781-1
  8. 2019年6月4日発売[19]、ISBN 978-4-08-882001-9
  9. 2019年10月4日発売[20]、ISBN 978-4-08-882009-5
  10. 2019年11月1日発売[21]、ISBN 978-4-08-882108-5
  11. 2020年1月4日発売[22]、ISBN 978-4-08-882180-1
  12. 2020年4月3日発売[23]、ISBN 978-4-08-882276-1
  13. 2020年8月4日発売[24]、ISBN 978-4-08-882362-1
  14. 2020年11月4日発売[25]、ISBN 978-4-08-882477-2
  15. 2021年2月4日発売[26]、ISBN 978-4-08-882618-9
  16. 2021年4月30日発売[27]、ISBN 978-4-08-882661-5
  17. 2021年8月4日発売[28]、ISBN 978-4-08-882777-3
  18. 2021年11月4日発売[29]、ISBN 978-4-08-882821-3
  19. 2022年2月4日発売[30]、ISBN 978-4-08-883040-7
  20. 2022年5月2日発売[31]、ISBN 978-4-08-883139-8
  21. 2022年8月4日発売[32]、ISBN 978-4-08-883211-1
  22. 2022年11月4日発売[9]、ISBN 978-4-08-883299-9
  23. 2022年12月2日発売[1][33]、ISBN 978-4-08-883349-1
  24. 2022年12月2日発売[1][34]、ISBN 978-4-08-883404-7

## テレビドラマ
2019年10月より毎日放送制作、深夜ドラマ枠「ドラマイズム」の作品としてテレビドラマ化された。地上波初主演の神尾楓珠と池田エライザのダブル主演。
制作局以外でも、TBSをはじめとする同系列の一部で遅れ放送されている。MBS過去放送分はU-NEXTで独占配信。MBSでは、初回開始前の10月13日「ドラマ「左ききのエレン」放送直前！ードラマが好きな全ての人へー」が放送された。また12月25日からU-NEXTにて「左ききのエレン特別編　がんばったで賞なんてないんだから」が配信されている。

### キャスト
- 朝倉光一 - 神尾楓珠
- 山岸エレン - 池田エライザ
- 神谷雄介 - 石崎ひゅーい
- 加藤さゆり - 中村ゆりか
- 三橋由利奈 - 今泉佑唯
- 流川俊 - 吉村界人
- 朱音優子 - 田中真琴
- 園宮千晶 - 久保田紗友
- 岸あかり - 八木アリサ
- 斎藤咲千代 - ハマカワフミエ
- 柳一 - 丸山智己
- 古谷真治 - 堀部圭亮
- 沢村考 - 村杉蝉之介
- 佐久間威風 - 板橋駿谷
- 小泉 - 津村知与支
- 海堂 - 般若

### スタッフ
- 原作 - かっぴー / nifuni『左ききのエレン』（集英社「少年ジャンプ＋」連載中）、かっぴー『左ききのエレン』（cakes連載）
- 監督 - 後藤庸介、深迫康之、本間利幸
- 脚本 - 根本ノンジ、守口悠介、本田隆朗
- 主題歌 - ポルカドットスティングレイ 「女神」（ユニバーサル シグマ）[36]
- エンディングテーマ - GOOD ON THE REEL 「あとさき」（lawl Records）[36]
- 制作協力 - 共同テレビジョン
- 製作 - ドラマ「左ききのエレン」製作委員会、毎日放送、共同テレビジョン

### 放送・配信日程
| 各話   | 放送日                      | 放送日                      | サブタイトル                           |
| 各話   | 毎日放送                    | TBS                         | サブタイトル                           |
| ------ | --------------------------- | --------------------------- | -------------------------------------- |
| 第一話 | 10月21日                    | 10月23日                    | オレは、オレの事ばっかりだ             |
| 第二話 | 10月28日                    | 10月30日                    | パパの手はそうじゃなかったんだ         |
| 第三話 | 11月04日                    | 11月06日                    | 私は努力を信じない                     |
| 第四話 | 11月11日                    | 11月13日                    | サラリーマンやれよ                     |
| 第五話 | 11月18日                    | 11月20日                    | 普通の人生じゃ、やだよ                 |
| 第六話 | 11月25日                    | 11月27日                    | 誰がつくったかなんて、誰も知らなくても |
| 第七話 | 12月02日                    | 12月04日                    | 不夜城の兵隊                           |
| 第八話 | 12月09日                    | 12月11日                    | 才能がなかったんだ                     |
| 第九話 | 12月16日                    | 12月18日                    | ヤツらの邪魔をするな                   |
| 最終話 | 12月23日                    | 12月25日                    | 天才になれなかった全ての人へ           |
| 特別編 | U-NEXT配信のみ 12月25日より | U-NEXT配信のみ 12月25日より | がんばったで賞なんてないんだから       |

### ネット局
| 放送期間                       | 放送日時                     | 放送局             | 放送対象地域   | 備考   |
| ------------------------------ | ---------------------------- | ------------------ | -------------- | ------ |
| 2019年10月21日 - 12月23日      | 月曜 0:50 - 1:20（日曜深夜） | 毎日放送           | 近畿広域圏     | 製作局 |
| 2019年10月23日 - 12月25日      | 水曜 1:28 - 1:58（火曜深夜） | TBSテレビ          | 関東広域圏     |        |
| 2019年10月30日 - 2020年1月8日  | 水曜 1:28 - 1:58（火曜深夜） | IBC岩手放送        | 岩手県         |        |
| 2019年11月13日 - 2020年1月29日 | 水曜 1:25 - 1:55（火曜深夜） | テレビユー山形     | 山形県         |        |
| 2019年11月17日 - 2020年1月19日 | 日曜 2:08 - 2:38（土曜深夜） | チューリップテレビ | 富山県         |        |
| 2019年12月5日 - 2020年2月13日  | 木曜 1:23 - 1:55（水曜深夜） | RSK山陽放送        | 岡山県・香川県 |        |

### 動画配信
全話U-NEXTで独占見放題配信されている。
| 毎日放送・TBS ドラマイズム | 毎日放送・TBS ドラマイズム | 毎日放送・TBS ドラマイズム |
| 前番組                     | 番組名                     | 次番組                     |
| -------------------------- | -------------------------- | -------------------------- |
| REAL⇔FAKE                  | 左ききのエレン             | SEDAI WARS                 |

## 舞台
2020年11月25日から29日まで舞台『左ききのエレン -横浜のバスキア篇-』が横浜市泉区民文化センター  テアトルフォンテ ホールで公演された。当初、2020年4月に予定されていたが、新型コロナウイルス感染症の流行の影響で延期となり、その振替公演である。
2021年1月19日から24日まで舞台『左ききのエレン -バンクシーのゲーム篇-』が六行会ホールで公演された。
2022年6月29日から7月3日まで舞台『左ききのエレン〜エレンの帰還編〈EREN IS BACK〉〜』-最終章-が六行会ホールで公演された。

### キャスト（舞台）
横浜のバスキア篇
- 朝倉光一 - 吉田翔吾
- 山岸エレン - 棚橋佑実子
- 神谷雄介 - 久下恭平
- 加藤さゆり - 舞川みやこ
- 三橋由利奈 - 西葉瑞希
- 岸あかり - 立野沙紀〈劇団4ドル50セント〉
- 岸あやの - 真島なおみ
- 流川俊 - 大見洋太
- 柳 一  - 日比博朋〈ベニバラ兎団〉
- 朱音優子 - 新川悠帆〈ベニバラ兎団〉
- 園宮千晶 - 青野楓花〈ベニバラ兎団〉
- 竹山 - 井上翔〈ベニバラ兎団〉
- 斎藤咲千代 - 谷茜子〈ベニバラ兎団〉
- 海堂 - 白石大祐
- 舞台版オリジナルキャラクター
  - 宮本法子 - 八鍬乃々〈劇団4ドル50セント〉
  - 佐倉恵 - 飯田南織〈ベニバラ兎団〉
  - 幸田恵那 - 大塚杏奈
  - 佐伯奈南 - 高橋孝衣
  - 赤澤瑠々 - 榎本愛子

バンクシーのゲーム篇
- 朝倉光一 - 吉田翔吾
- 山岸エレン - 棚橋佑実子
- 神谷雄介 - 久下恭平
- 加藤さゆり - 舞川みやこ
- 三橋由利奈 - 西葉瑞希
- 岸あかり - 立野沙紀〈劇団4ドル50セント〉
- 岸あやの - 真島なおみ
- 流川俊／ハンク - 大見洋太
- 柳 一／ジャック - 日比博朋〈ベニバラ兎団〉
- 朱音優子／マチルダ - 新川悠帆〈ベニバラ兎団〉
- 園宮千晶／ナタリー  - 青野楓花〈ベニバラ兎団〉
- 沢村孝／トンプソン - 井上翔〈ベニバラ兎団〉
- 斎藤咲千代 - 谷茜子〈ベニバラ兎団〉
- エイブリーキャンベル、他 - 高橋孝衣
- キーラ、他 - 榎本愛子
- ソフィア／スカーレット - 遠藤しずか
- ルーシー - 泉ひかり
- ジェイコブス - 丸山正吾
- 岸アンナ - 葛たか喜代[41]
- 舞台版オリジナルキャラクター
  - 佐倉恵 - 飯田南織〈ベニバラ兎団〉

エレンの帰還編〈EREN IS BACK〉
- 朝倉光一 - 吉田翔吾
- 山岸エレン - 棚橋佑実子
- 神谷雄介 - 久下恭平
- 加藤さゆり - 生田輝
- 三橋由利奈 - 近藤里奈
- 流川俊 - 鈴木祐大
- 岸あかり - 白石みずほ
- 岸アラタ - 北村悠
- 岸あやの／ナタリー・ルッソ - 相沢菜々子
- 柳 一／戸塚 - 日比博朋〈ベニバラ兎団〉
- ルーシー・B - 泉ひかり
- 斎藤咲知代／アラタにナンパされるギャル - 谷茜子〈ベニバラ兎団〉
- 朱音優子／マチルダ・Ｇ - 新川悠帆〈ベニバラ兎団〉
- 岸あずさ、他 - 遠藤しずか
- 窪塚ヒカル／レイ - 杉田真帆
- 園宮千晶／シャオシャオ ／ kiki - 木下采音
- 海堂／沢村孝／冬月部長 - 白石大祐
- 園宮万作／古谷／大竹／警備員 - 高田みちこりあん
- 剛力／威風の高校時代 - 粕谷佳五
- 佐久間威風／五十嵐 - 丸山正吾〈Bobjack Theater／ドガドガプラス〉
- 氏田（佐久間マネージャー）／八谷 - 三浦剛〈キャラメルボックス〉
- 岸アンナ／楠瀬 - 葛たか喜代

### スタッフ（舞台）
- 脚本：川尻恵太〈SUGARBOY〉
- 演出・プロデュース：IZAMANIAX〈ベニバラ兎団〉
- 振付：青井美文 ※初演は除く